# Mecistocephalus leioplus
Mecistocephalus leioplus är en mångfotingart som beskrevs av Chamberlin 1944. Mecistocephalus leioplus ingår i släktet Mecistocephalus och familjen storhuvudjordkrypare. Inga underarter finns listade i Catalogue of Life.